# Cephaloleia ruficollis
Cephaloleia ruficollis là một loài bọ cánh cứng trong họ Chrysomelidae. Loài này được Baly miêu tả khoa học vào năm 1858.